# Matrimonio igualitario en Estonia
El matrimonio igualitario en Estonia se aprobó el 20 de junio de 2023. El Parlamento de Estonia aprobó la legalización del matrimonio  personas del mismo sexo, el cual entró en vigor el 1 de enero de 2024, con lo que se convierte  en el primer país exsoviético en legalizar el matrimonio homosexual.
El camino hacia la legalización del matrimonio homosexual en Estonia fue lento y complicado. En 2005 una propuesta del Ministerio Estonio de Justicia de ese entonces para una ley familiar, que declaraba explícitamente que el matrimonio era una institución reservada para la unión entre un hombre y una mujer, provocó una discusión pública sobre el tema. El Ministerio de Asuntos Sociales comunicó que tenía reservas sobre dicho proyecto de ley. La discusión pública causó una respuesta significativa de los grupos por los derechos LGBT, que se opusieron a la propuesta de ley y exigieron al gobierno no discriminar entre la unión de parejas homosexuales y heterosexuales, afirmando “nosotros invitamos al gobierno a eliminar una cláusula en el proyecto de ley sobre la familia que no permite el registro legal de las uniones de personas del mismo sexo”. El 4 de enero de 2006, cinco ONG estonias que apoyan los derechos de los homosexuales publicaron un comunicado de prensa que pedía el gobierno promulgar una nueva ley que brinde a las parejas del mismo sexo iguales derechos que los de las parejas heterosexuales.
Por otra parte, varios políticos conservadores argumentaron que Estonia no estaba todavía lista para el matrimonio entre personas del mismo sexo y que no había necesidad de crear una ley sobre esas uniones, puesto que las leyes existentes implican ya la protección de algunas de estas uniones (aun cuando allí no hay ninguna mención legal explícita de las uniones del mismo sexo). Väino Linde, el jefe de la Comisión de la constitución del Riigikogu (la asamblea legislativa de Estonia), afirmó que él está “alegre de constatar la visión conservadora en el parlamento y en la Comisión de la constitución”.
El Partido Socialdemócrata fue el primer gran partido político de Estonia en declarar públicamente su apoyo al matrimonio homosexual. En años posteriores, el liberal Partido Reformista también manifestó su apoyo al matrimonio homosexual, mientras que el partido conservador Unión Pro Patria y Res Publica se sigue oponiendo. Por su parte, el Partido del Centro Estonio, actualmente tiene una posición similar a la del Partido Reformista.

## Proposición de Ley de parejas de hecho
En julio de 2008, el Ministerio de Justicia anunció que está elaborando una ley sobre parejas de hecho. La ley, que inicialmente se esperaba que entrase en vigor en 2009, ofrecería una serie de derechos para las parejas del mismo sexo, tales como el de herencia y el de propiedad compartida. La ley cuenta con el apoyo de la mayoría de los partidos con representación parlamentaria en el Parlamento de Estonia. Supuestamente, el 1 de diciembre tendría que haber terminado el debate, después del cual el gobierno habría de haber tomado una decisión.